# Mistrzostwa Polski w Biathlonie 1993
27. Mistrzostwa Polski w biathlonie odbyły się w 1993 w Zakopanem. Rozegrano sześć konkurencji: trzy konkurencje męskie: bieg indywidualny na dystansie 20 kilometrów, bieg sprinterski na dystansie 10 kilometrów i sztafetę 4 x 7,5 kilometrów oraz trzy konkurencje kobiece: bieg indywidualny na dystansie 15 kilometrów, bieg sprinterski na dystansie 7,5 km i sztafetę 3 x 7,5 kilometrów.

## Terminarz i medaliści
| Data | Konkurencja                | Złoto                                                                        | Srebro                                                                  | Brąz                                                                    |
| 1993 | Bieg indywidualny mężczyzn | Jan Ziemianin Dynamit Chorzów                                                | Krzysztof Topór Legia Zakopane                                          | Jan Wojtas Biathlon Wałbrzych                                           |
| 1993 | Bieg sprinterski mężczyzn  | Jan Ziemianin Dynamit Chorzów                                                | Krzysztof Sosna Dynamit Chorzów                                         | Jan Wojtas Biathlon Wałbrzych                                           |
| 1993 | Bieg sztafetowy mężczyzn   | Biathlon Wałbrzych Jacek Magiera Zbigniew Filip Dariusz Kozłowski Jan Wojtas | Dynamit Chorzów Marek Kocur Tomasz Sikora Jan Ziemianin Krzysztof Sosna | Legia Zakopane Adam Jakieła Paweł Demkowski Andrzej Siemko Paweł Białoń |
| 1993 | Bieg indywidualny kobiet   | Helena Mikołajczyk Tytan Zakopane                                            | Zofia Kiełpińska Tytan Zakopane                                         | Krystyna Liberda Tytan Zakopane                                         |
| 1993 | Bieg sprinterski kobiet    | Agata Suszka Dynamit Chorzów                                                 | Sylwia Szelest MKS Karkonosze Jelenia Góra                              | Krystyna Liberda Tytan Zakopane                                         |
| 1993 | Bieg sztafetowy kobiet     | Tytan Zakopane Krystyna Liberda Zofia Kiełpińska Helena Mikołajczyk          | MKS Karkonosze Jelenia Góra Sylwia Szelest Iwona Daniluk Wioletta Zubek | Dynamit Chorzów Agata Suszka Beata Zielonka Jolanta Krypczyk            |